# SimSimi
SimSimi發音為〝shim-shimee〞 是一個由ISMaker於2002年建立，普及的機械對話系統。韓語為심심이。意為無聊。在兩岸廣為人知的名字為小黃雞。這個應用程式曾讓泰國爭論並示威。 其功能最大特點為擁有教導功能。輸入未輸入的字詞，下次小雞將記得其字詞並且做出回應。

## 外部連結
- SimSimi網站（页面存档备份，存于）
- 線上版（页面存档备份，存于）
- itunes（页面存档备份，存于）
- googlestore（页面存档备份，存于）